# المسيحية في أمريكا الشمالية

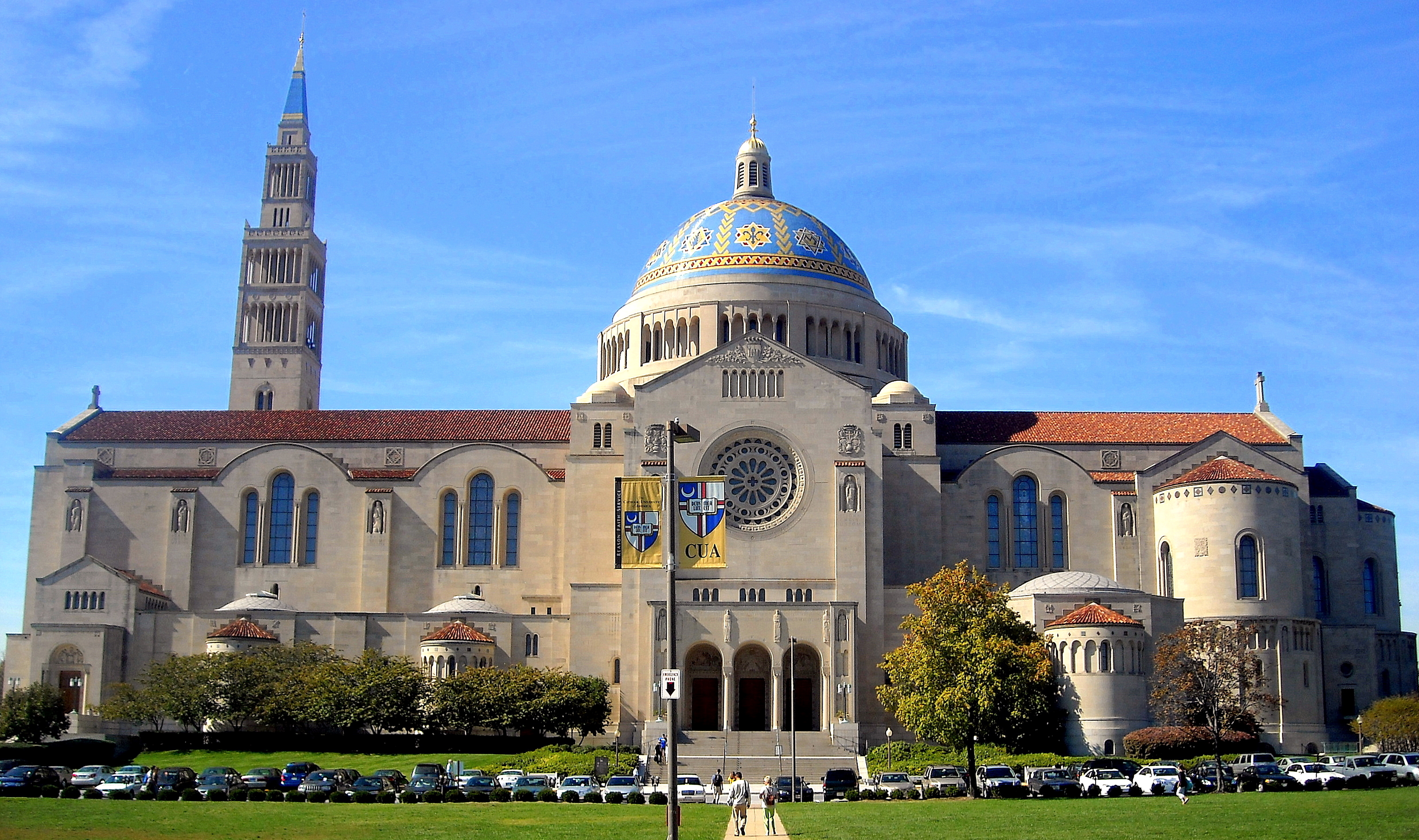
كاتدرائية الضريح الوطني لعيد الحبل بلا دنس؛ معظم سكان أمريكا الشمالية يدينون بالديانة المسيحية.

المسيحية في أمريكا الشمالية هي الديانة السائدة والمهيمنة، الغالبية العظمى (77.4%-85%) من سكان أمريكا الشمالية من المسيحيين، معظمهم من أتباع الكنيسة الرومانية الكاثوليكية والكنائس البروتستانتية ويصل أعداد المسيحيين في أمريكا الشمالية إلى أكثر من 266 مليون. تحتضن أميركا الشمالية أكبر دولة مسيحية في العالم وهي الولايات المتحدة، وثالث أكبر دولة مسيحية (ثاني أكبر دولة كاثوليكية) وهي المكسيك. تَشهد المسيحية في أمريكا الشمالية حيويَّة وديناميكيَّة مميزة.

## مقدمة

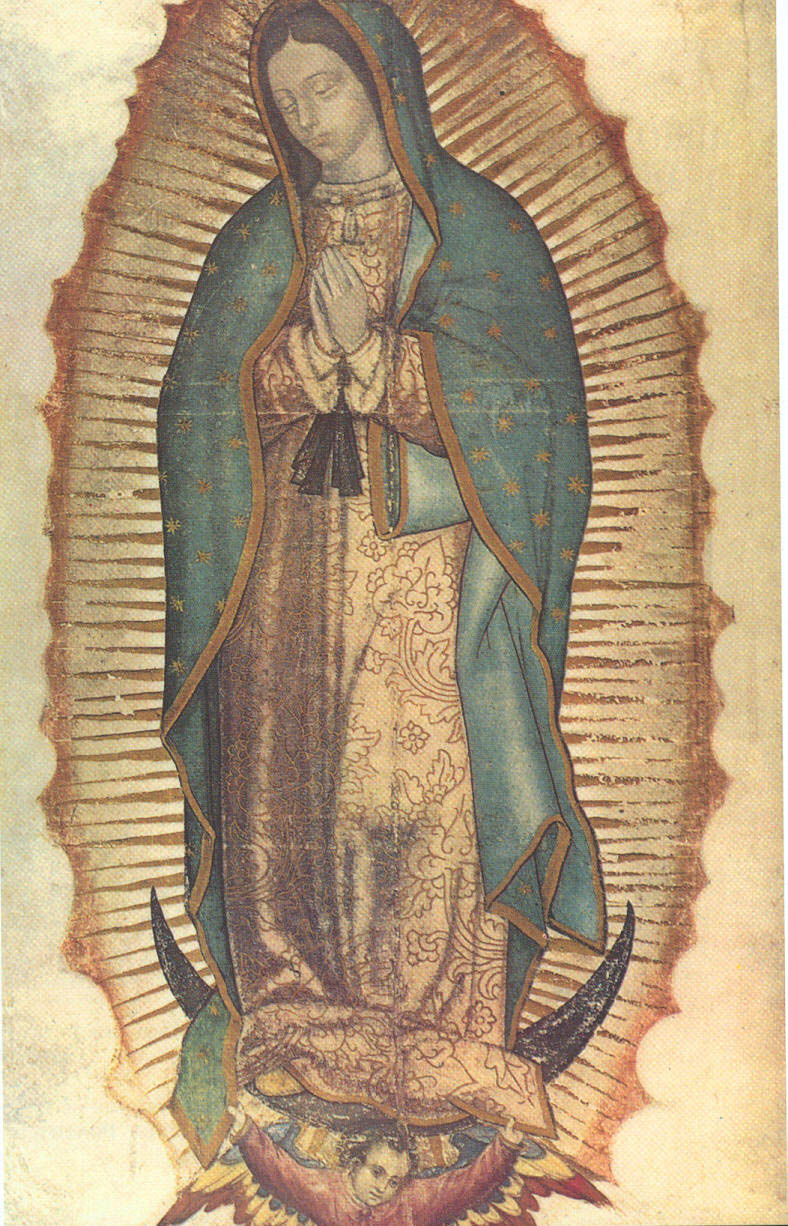
السيدة غوادالوبي؛ رمز الأمة المكسيكية.

- تنقسم الطوائف المسيحية في أمريكا الشمالية إلى:
  - الكنيسة الرومانية الكاثوليكية: ويعتنقها 89% من سكان المكسيك؛ [5][6] وما يقرب من 24% من سكان الولايات المتحدة؛[7] وأكثر من 40% من الكنديين.[8]
  - البروتستانتية: ويعتنقها معظم سكان الولايات المتحدة، حيث أن نصف السكان من البروتستانت، مع ما يزيد قليلًا عن ربع سكان كندا؛ وهناك مجموعة آخذة في الزيادة مكونة من الحركات الإنجيلية والخمسينية في غالبية دول أمريكا الوسطى ذات الخلفية والتقاليد الكاثوليكية.[9]
  - الأرثوذكسية الشرقية: ويتواجد معظمهم في الولايات المتحدة وكندا والسلفادور ونيكاراغوا - 1% من مواطني الولايات المتحدة؛ هذه المجموعة المسيحية تنمو بوتيرة بشكل أسرع من العديد من الجماعات المسيحية الأخرى في كندا وهي حاليًا تمثل ما يقرب من 3% من سكان كندا.[بحاجة لمصدر]

في منطقة الكاريبي الديانة السائدة هي المسيحية (87.32%)، وينقسم المسيحيين في الكاريبي بين الكاثوليكية والبروتستانتية، الكاثوليكية هي الديانة السائدة في جزر الأنتيل الكبرى، والدول الناطقة بالفرنسية؛ بينما البروتستانتية هي السائدة في الدول الناطقة بالإنكليزية وفي عدد من دول جزر الأنتيل الصغرى. ويعتنق الديانة المسيحيّة 95.6% من سكان دول أمريكا الوسطى؛ الغالبيّة العظمى منهم تنتمي للكنيسة الرومانيّة الكاثوليكيّة (84%).
يعتبر القديس يوسف النجار، والسيدة غوادالوبي، إنوسنت من ألاسكا، إسحق جويجز ورفاقة، هرمان من ألاسكا وتيخون من موسكو وفقًا للتقاليد المسيحية شفعاء قارة أمريكا الشمالية؛ في حين تعّد القديسة جيرترود الكبيرة والبابا غريغوريوس الكبير شفعاء جزر الكاريبي.
وفقاً لدليل أكسفورد للتحويل الديني تكسب المسيحية في أمريكا الشمالية سنوياً حوالي 6.3 مليون شخص بسبب عوامل مثل الولادة والتحول الديني والهجرة، في حين تفقد سنوياً 2.2 مليون شخص بسبب عوامل مثل الوفاة والارتداد الديني والهجرة. يولد حوالي 3.7 مليون طفل مسيحي في أمريكا الشمالية بالمقارنة مع وفاة 2.2 مليون مسيحي، ويعتنق المسيحية سنوياً حوالي 1.3 مليون شخص في أمريكا الشمالية في حين يرتد حوالي 1.7 مليون شخص عن المسيحية سنوياً، ويتحول معظمهم إلى اللادينية والإلحاد. وبحسب المصدر تلعب الهجرة دوراً في التركيبة السكانية لمسيحيي أمريكا الشمالية، حيث يهاجر 1.2 مليون مسيحي سنوياً إلى القارة، بالمقابل يهاجر 10,000 مسيحي من القارة. وبحسب تقرير لمعهد جوردون كونويل من المتوقع أن ترتفع أعداد المسيحيين في أمريكا الشمالية من 210 في عام 1970 إلى 288 مليون في عام 2020. وبحسب التقرير من المتوقع أن ترتفع أعداد المسيحيين في أميركا الوسطى من 67 مليون في عام 1970 إلى 168 مليون في عام 2020، ومن المتوقع أن تنخفض نسبة المسيحيين من 97.6% في عام 1970 إلى 96% في عام 2020.

## الدور الثقافي

### النهضة الإنجيليّة

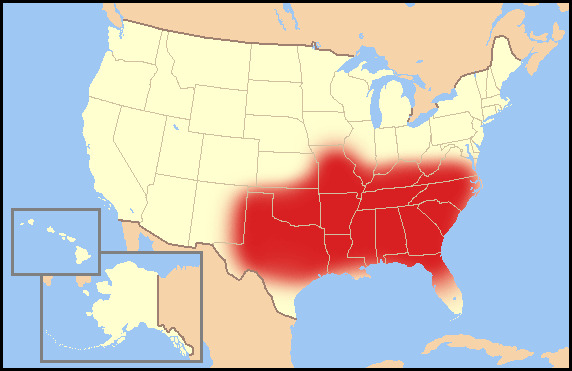
منطقة الحزام الإنجيلي معقل المسيحية المحافظة.

تعود جذور الكنائس الإنجيلية التبشيرية والمنتمون إليها إلى حركة النهضة البروتستانتية في القرن الثامن عشر، وهي فترة تميزت بازدياد النشاط الديني، خاصة في الولايات المتحدة وبريطانيا.
يؤكد الإنجيليون التبشيريون على التجربة الدينية الشخصية والاهتداء الفردي ودراسة الكتاب المقدس (بعهديها القديم والجديد) ودور جمهور المؤمنين من غير رجال الدين في نشر المعتقدات الدينية وضرورة ممارسة الأخلاق الحميدة المرتكزة إلى العقيدة الدينية في الحياة العامة، يركز الانجيليون على العهد القديم ويتقيدون ببعض شرائعة فيختنون ذكورهم ويركزون على تقاليد التراث اليهودي المسيحي.
تملك الكنائس الإنجيلية في الولايات المتحدة شبكة واسعة من وسائل الإعلام المرئية والسمعية منها بين 250 إلى 300 محطة تلفزيون دينية وبين 1,200 إلى 1,600 إذاعة وحوالي 2,000 مكتبة، ومن أبرز الشبكات التلفزيونية الإنجيلية الأمريكيَّة قناة الله، وشبكة البث المسيحية، وشبكة الثالوث للبث والتي تُعتبر أكبر شبكة تلفزيونيَّة دينيَّة في العالم. وظهر في العصر الحديث ثلاثة مبشرين نقلوا مسرح دعوتهم إلى التلفاز فصاروا يعرفون بهذا الاسم، واشتهر منهم بيلي غراهام وأورال روبرتز وركس هامبرد. ويُعتبر أكثر مُبشري التلفاز أصوليين أو أصوليين جُدد، ولكن هناك أمثال جيمي سويغارت ممن يُصنّف في طريقة البنتكوستل. وتملك الكنائس الإنجيلية شبكة واسعة من المدراس والجامعات والمتاحف ومراكز الأسرة بالإضافة إلى حوالي 300 كليّّة إنجيليَّة.

### الاقتصاد

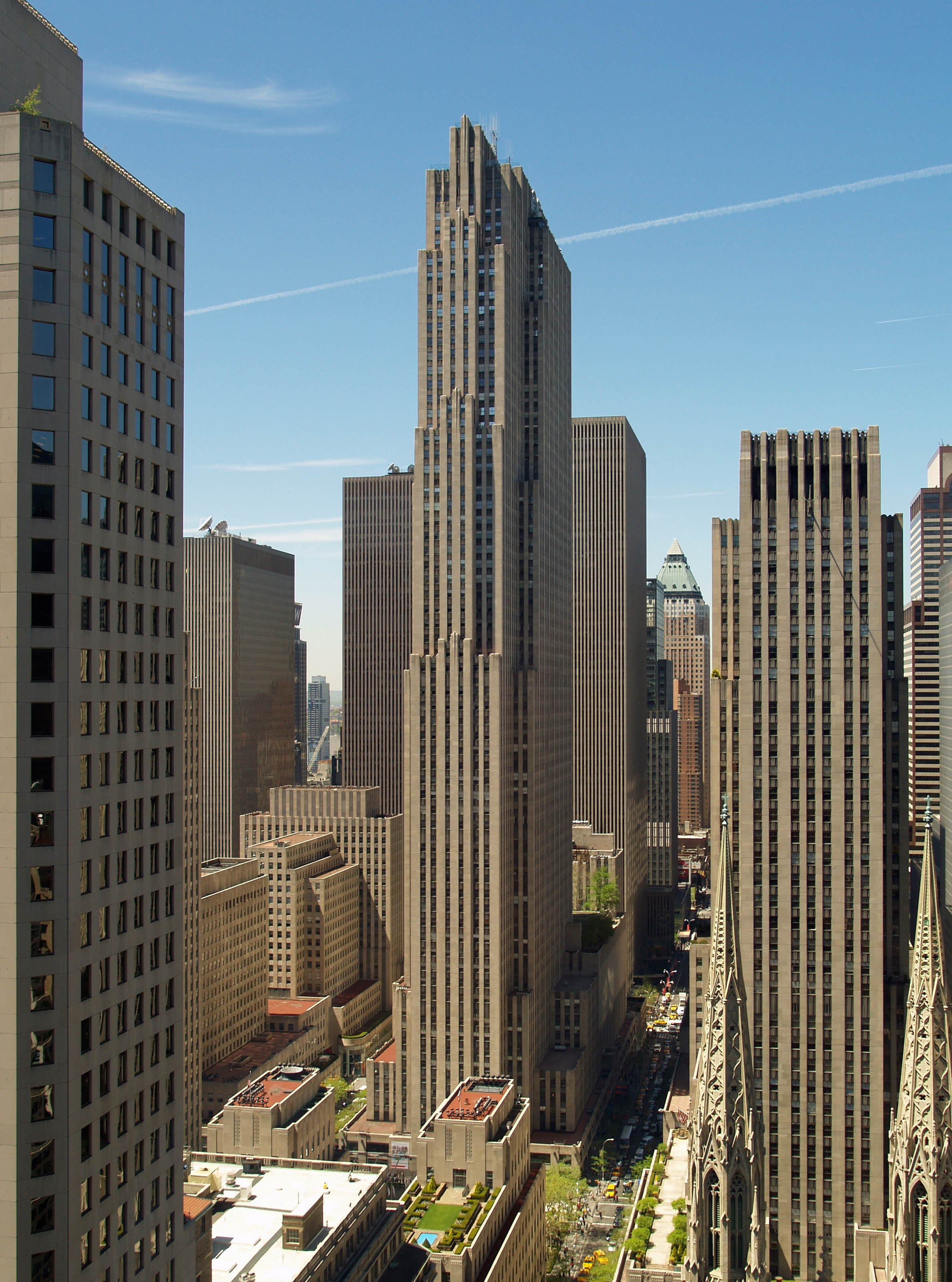
مركز روكفلر، في مانهاتن، مدينة نيويورك، وتعود إلى أسرة روكفلر البروتستانتية التي لعبت دور هام في الاقتصاد العالمي والرأسمالية.

لعبت المسيحية دور هام في تشكيل ثقافة أمريكا الشمالية، في الولايات المتحدة على الرغم من إن المجتمع الأميركي يتكون من أقوام وأديان مختلفة إلآ أن الآنجلوساكسون البيض البروتستانت هم الذين أعطوا للولايات المتحدة الأميركية هويتها السياسية والثقافية والدينية والأقتصادية. واليوم الواسب هم النخبة والطبقة الثرية والمتعلمة في الولايات المتحدة، وهم بمثابة النخبة الاجتماعية التي تتحكم في الاقتصاد والسياسة والمجتمع الأمريكي. وكان لأخلاق العمل البروتستانتية كقيم الموثوقية، والادخار، والتواضع، والصدق، والمثابرة والتسامح، أحد أسباب نشأة الثورة الصناعية. وسبب لتطور المجتمع اقتصاديًا ودافع لتطوير العلوم وواحدة من المحركات الدافعة لبنية المجتمع العلمي، كون البروتستانتية تركز على الاجتهاد وتعطي مكانة مميزة للدراسة والمعرفة والعقل. ومن المذاهب البروتستانتية في أمريكا الشمالية التي التي عُرفت بكثرة حضور العلماء، هي جمعية الأصدقاء الدينية أو الكويكرز، حيث حضور العلماء الكويكرز في الجمعية الملكية البريطانية وجوائز نوبل هو أعلى مقارنة مع طوائف وديانات أخرى وبنسبة تفوق نسبتهم السكانية.
بعض الباحثين يشيرون إلى دور التطهريين وهم من الكالفينين في الاقتصاد والرأسمالية في الولايات المتحدة الاميركية. فقد حثت تعاليمهم بان يكونوا منتجين بدلاً من مستهلكين ويستثمروا أرباحهم لخلق المزيد من فرص العمل لمن يحتاج وبذلك تمكنهم في المساهمة في بناء مجتمع منتج وحيوي. ومن الآثار المهمة للحركة التطهرية، بسبب تأكيدها حرية الفرد، ظهور برجوازية جديدة، فالحرية الفردية وما رافقها من نجاح في مجال الصناعة، جعل أتباع البيوريتانية يهتمون بالثروة والمتعة وحب التملك بدلاً من البحث عن خيرات الأرض بالسعي والجد.
خلصت دراسة أجرتها مجلة فورتشن أنّ واحد من كل خمسة أكبر الشركات في الولايات المتحدة تُدار من قبل الأسقفيين. واحدة من ثلاثة أكبر وأقوى البنوك في البلاد، يرأسُه أسقفيين. تاريخيًا إنتمت العديد من العائلات الأمريكية الثرية والغنية الشهيرة مثل عائلة روكفلر، ومورجان، وفورد، وروزفلت، وفاندربيلت، وكارنجي، ودو بونت، وآستور، وفوربس إلى الكنيسة الأسقفية الأمريكية. كما وجدت دراسة أجرتها مجلة فورتشن عام 1976 حول أهم 500 رؤساء تنفيذيين لأهم الشركات والمؤسسات التجاريّة في الولايات المتحدة حضور طاغ للبروتستانت من الكنيسة الأسقفية الأمريكية والكنيسة المشيخية في أمريكا والأبرشانيّة.

### التعليم

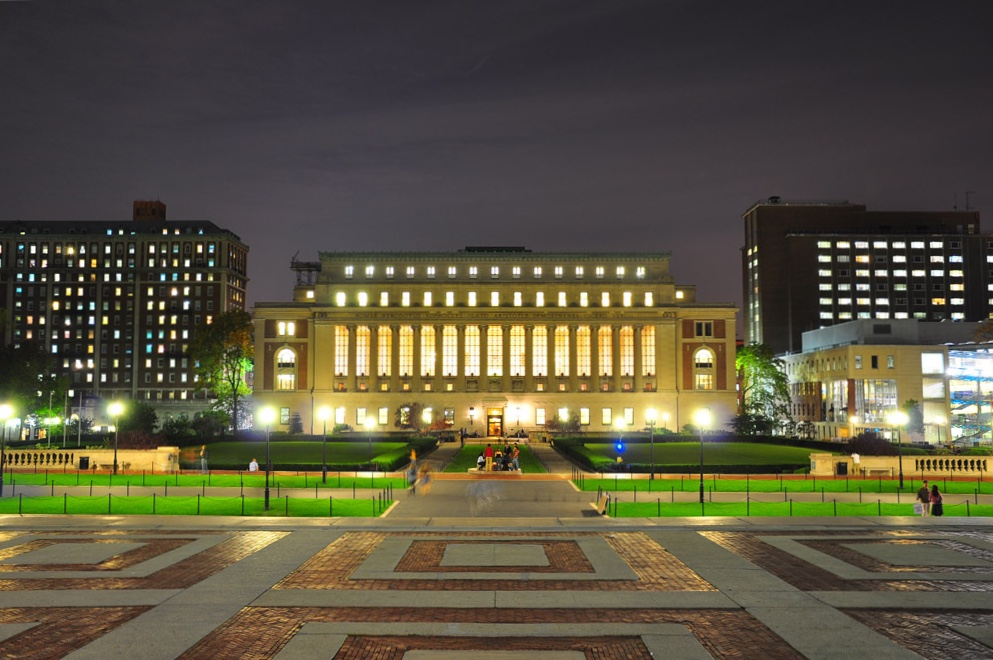
مكتبة جامعة كولومبيا، والتي كانت من معاقل البروتستانت، أثرت البروتستانتية على انتشار الأبحاث العلمية.

في مجال التعليم في الولايات المتحدة عدد من الجامعات المرموقة ذات خلفية مسيحية خاصًة البروتستانتية، منها جامعة هارفارد التي تأسست على يد القس البروتستانتي جون هارفارد وجامعة ييل التي تأسست على يد مجموعة من رجال دين بروتستانت أبرشانيون وجامعة برنستون التي أرتبطت بالكنيسة المشيخية الأمريكية. وجامعة بنسلفانيا التي أسسها رجال دين من الكنيسة الأسقفية والميثودية وجامعة كولومبيا التي أرتبطت بالكنيسة الأسقفية وجامعة براون التي أسستها الكنيسة المعمدانية أما كلية دارتموث فقد أسسها القس الأبرشاني إلياعازر ويلوك كجامعة تبشيرية وجامعة ديوك التي أسسها رجل الأعمال واشنطن ديوك وارتبطت تاريخيًا ورسميًا ورمزيًا في الكنيسة الميثودية.
ذكرت دراسة نُشرت في كتاب النخبة العلميّة: الحائزين على جائزة نوبل في الولايات المتحدة أنّ 60% من الحائزين على جائزة نوبل في الطب في الولايات المتحدة بين الأعوام 1901-1972 هم من خلفية بروتستانتية، ويُشّكل العلماء من الخلفية البروتستانتية نسبة 84.2% من الأمريكيين الحائزين على جائزة نوبل في الكيمياء بين الأعوام 1901-1972، ويشكلون أيضًا نسبة 58.6% من الأمريكيين الحائزين على جائزة نوبل في الفيزياء. تشير الدراسة أيضًا إلى أنّ 70.3% من النخبة العلميّة في الولايات المتحدة من خلفية بروتستانتية مقابل 20% من خلفية كاثوليكية و9.3% من خلفية يهودية؛ يُذكر أنّ حوالي 60.9% من نخبة الأطباء في الولايات المتحدة هم من خلفية بروتستانتية، فضلًا عن 74.1% من نخبة علماء الكيمياء و68.2% من نخبة علماء الفيزياء هم من البروتستانت.

### الثقافة المسيحيّة الكنديّة

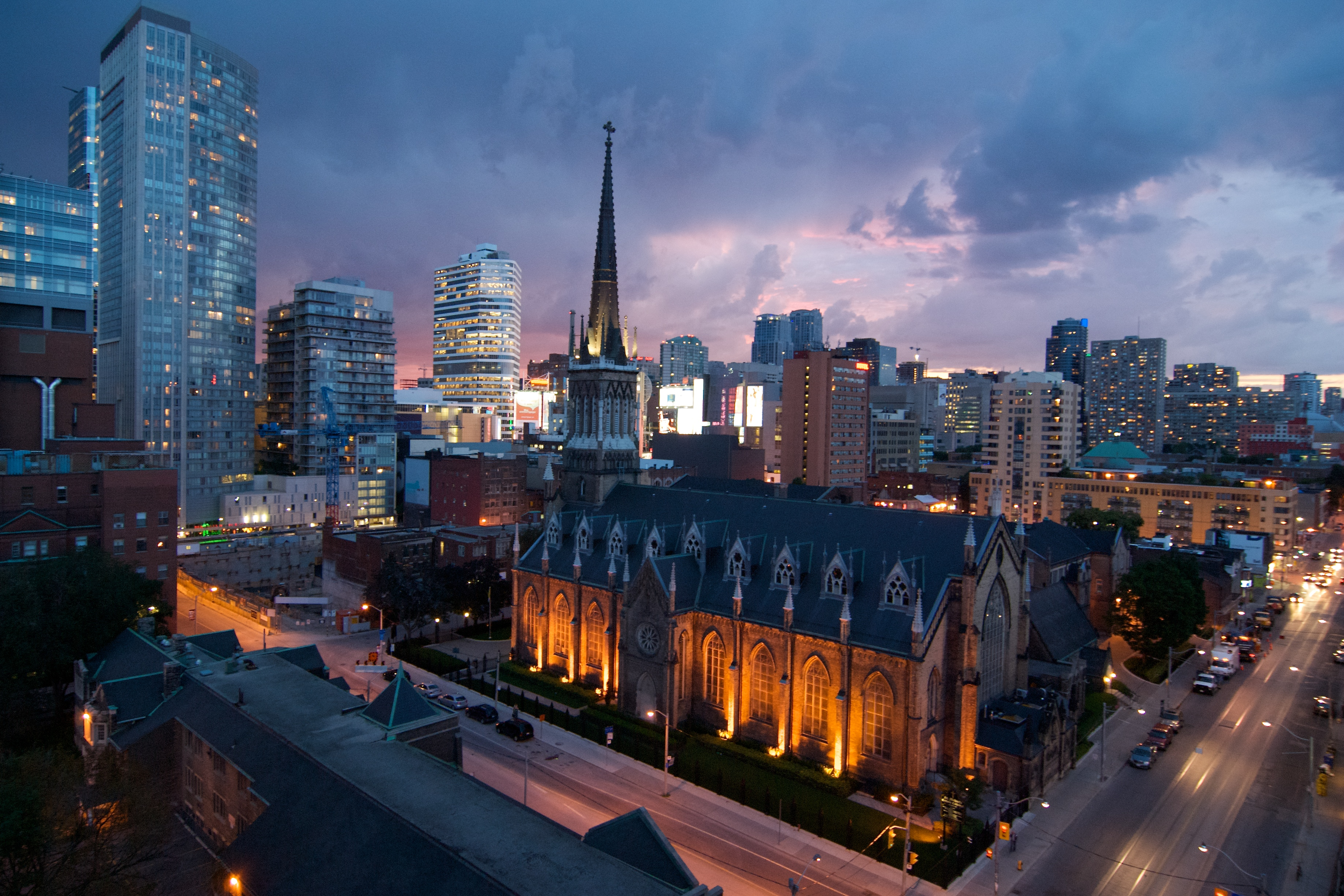
كاتدرائية الكنيسة المتحدة؛ لعبت الكنيسة الميثودية دور هام في الحياة الثقافيّة والإجتماعيّة والسياسيّة في مدينة تورونتو في أونتاريو.

تمتلك كندا مزيجًأ من جنسيات وثقافات مختلفة، يكفل الدستور حمايتها ويسن السياسات التي تشجع التعددية الثقافية. تبرز الهوية الثقافية الكاثوليكية في كيبك قوية حيث يذكر الكثيرون من الناطقين بالفرنسية أن ثقافتهم في كيبيك تتميز عن الثقافة الكندية الإنجليزية ذات الجذور البروتستانتية.
دخلت المسيحية كندا خلال الفترة الإستعمارية ومع المستوطنين الأوربيين، ظهرت الكاثوليكية مع المستوطنين الفرنسيين الذين استقروا على طول ضفاف نهر سانت لورانس، وكانوا تحديدًا من أتباع الكنيسة الرومانية الكاثوليكية، ووصل عدد من الرهبانيّات التبشيريّة إلى المنطقة كان منهم عدد من اليسوعيون الذين بشروا بالمسيحين بين السكان الأصليين؛ والتي كانت محاولة ناجحة في نهاية المطاف. كان للكنيسة الكاثوليكية نفوذ سياسي واجتماعي وثقافي قوي في كيبك في كندا حتى عام 1960 مع بداية الثورة الهادئة، وقد أعتبرت كيبك إحدى أهم المعاقل الكاثوليكية في كندا.
تم تشكيل أول المجتمعات البروتستانتية الكبيرة في مريتيمس وذلك بعد الفتح البريطاني في فرنسا الجديدة، تلتها موجات المستوطنين البروتستانت الأمريكيين الذين نزحوا بسبب الثورة الأمريكية. تواجد البروتستانت بشكل أساسي في كندا الإنكليزية، وشهدت الميثودية انتعاش في مدينة تورونتو حتى أطلق عليها «روما الميثودية».

### الثقافة المسيحيّة في أمريكا الوسطى

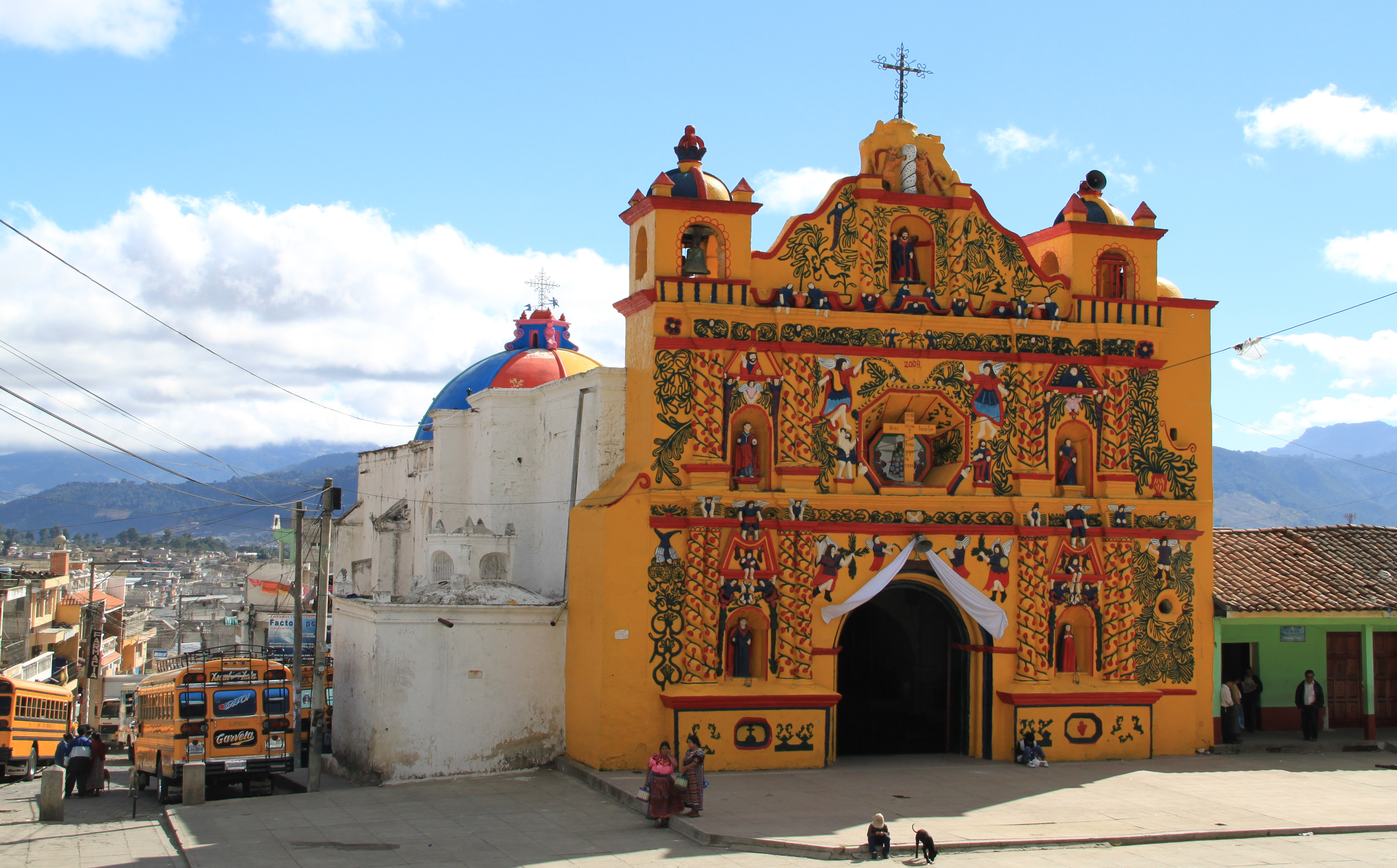
كنيسة في سان أندريس خيكول في غواتيمالا.

كون منطقة أمريكا الوسطى تستخدم فيها في المقام الأول اللغات الرومانسية (أي، التي اشتقت من اللغة اللاتينية)- خصوصًا الأسبانية وهي منطقة كاثوليكية بامتياز كونها مشعبه بثقافة وحضارة مسيحية كاثوليكية.
لعبت المسيحية دور هام في ثقافة أميركا الوسطى لا سيما في مجالات العلوم والطب. ويمكن ملاحظة ذلك في مظاهر تقاليد المنطقة الفنية، بما في ذلك الرسم والأدب والموسيقى، وفي مجالات العلوم والسياسة، كذلك فان أولى الجامعات في أمريكا الوسطى.
المشهد والثقافة الكاثوليكية متجذرة ومتداخلة في أمريكا الوسطى يظهر ذلك في الفنون واللغة والحياة السياسية والقانون والموسيقى والحياة الاجتماعية وحياة الأسرة حيث كانت العائلة ومازالت دائمًا ذات أهمية فائقة في ثقافة وتقاليد أمريكا اللاتينية.

### السياسة
سياسيًا في الولايات المتحدة مثلًا استطاع اليمين الانجيلي منذ سبعينات القرن الماضي السيطرة على الحزب الجمهوري وكان مسؤولاً عن تحديد رئيس الجمهورية منذ جيمي كارتر عام 1976، حتى جورج بوش الابن سنة 2000. كذلك فقد كان للكنيسة الكاثوليكية نفوذ سياسي واجتماعي وثقافي قوي في كيبك في كندا حتى عام 1960 مع بداية الثورة الهادئة، وفي أمريكا الوسطى للكنيسة الكاثوليكية نفوذ سياسي واجتماعي هام.

## ديموغرافيا

### النمو السكاني
وفقاً لدليل أكسفورد للتحويل الديني تكسب المسيحية في أمريكا الشمالية سنوياً حوالي 6.3 مليون شخص بسبب عوامل مثل الولادة والتحول الديني والهجرة، في حين تفقد سنوياً 2.2 مليون شخص بسبب عوامل مثل الوفاة والارتداد الديني والهجرة. يولد حوالي 3.7 مليون طفل مسيحي في أمريكا الشمالية بالمقارنة مع وفاة 2.2 مليون مسيحي، ويعتنق المسيحية سنوياً حوالي 1.3 مليون شخص في أمريكا الشمالية في حين يرتد حوالي 1.7 مليون شخص عن المسيحية سنوياً، ويتحول معظمهم إلى اللادينية والإلحاد. وبحسب المصدر تلعب الهجرة دوراً في التركيبة السكانية لمسيحيي أمريكا الشمالية، حيث يهاجر 1.2 مليون مسيحي سنوياً إلى القارة، بالمقابل يهاجر 10,000 مسيحي من القارة. وفقًا لدراسة جامعة سانت ماري الأمريكيّة في تكساس سنة 2015، وجدت أن عدد المسلمين المتحولين للديانة المسيحية في أوقيانوسيا يصل إلى حوالي 493,000 شخص.
بحسب تقرير لمعهد جوردون كونويل من المتوقع أن ترتفع أعداد المسيحيين في أمريكا الشمالية من 210 في عام 1970 إلى 288 مليون في عام 2020. وبحسب التقرير من المتوقع أن ترتفع أعداد المسيحيين في أميركا الوسطى من 67 مليون في عام 1970 إلى 168 مليون في عام 2020، ومن المتوقع أن تنخفض نسبة المسيحيين من 97.6% في عام 1970 إلى 96% في عام 2020.
وفقاً لمركز بيو، من المتوقع أن تنخفض نسبة المسيحيين في أمريكا الشمالية من 77.4% في 2010 إلى 65.8% في 2050، ومن المتوقع ازدياد أعداد المسيحيين في أمريكا الشمالية من 266 مليون في 2010 إلى 287 مليون في 2050. وبحسب مركز بيو للأبحاث من المتوقع أن يرتفع معدل أعمار المسيحيين في أمريكا الشمالية من 39 في عام 2010 إلى 43 في عام 2050، ومن المتوقع أن ترتفع الخصوبة للمرأة المسيحية في أمريكا الشمالية من 2.1 بين سنوات 2010 و2015 إلى 2.2 بين السنوات 2050 و2055. وبحسب مركز بيو للأبحاث عام 2010 وصلت أعداد المسيحيين بين سن 15 إلى 29 سنة في أمريكا الشمالية حوالي 51.2 مليون (71%) من أصل 72 مليون شاب في المنطقة. وفي عام 2010 كان هناك حوالي 50.9 مليون مسيحي تقل أعمارهم عن الخمسة عشرة، وحوالي 18.9 مليون مسيحي تزيد أعمارهم عن الخمسة والسبعين.

### حسب البلد
القائمة تستعرض أكبر الدول ذات التجمعات المسيحية من حيث عدد السكان؛ القائمة أُخذت من دراسة قام بها مركز بيو عام 2010:
| الترتيب | الدولة                  | عدد السكان المسيحيين | % المسيحيين | المذهب السائد               |
| ------- | ----------------------- | -------------------- | ----------- | --------------------------- |
| 1       | الولايات المتحدة        | 243,060,000          | 78.3%       | بروتستانتية من ثم كاثوليكية |
| 2       | المكسيك                 | 107,780,000          | 91.4%       | كاثوليكية                   |
| 3       | كندا                    | 23,430,000           | 68.9%       | كاثوليكية وبروتستانتية      |
| 4       | غواتيمالا               | 13,700,000           | 95.2%       | كاثوليكية وإنجيلية          |
| 5       | جمهورية الدومينيكان     | 8,820,000            | 88.9%       | كاثوليكية                   |
| 6       | هايتي                   | 8,680,000            | 86.8%       | كاثوليكية                   |
| 7       | كوبا                    | 6,670,000            | 59.2%       | كاثوليكية                   |
| 8       | هندوراس                 | 6,660,000            | 87.6%       | كاثوليكية وإنجيلية          |
| 9       | السلفادور               | 5,460,000            | 88.2%       | كاثوليكية وإنجيلية          |
| 10      | نيكاراغوا               | 4,970,000            | 85.9%       | كاثوليكية                   |
| 11      | كوستاريكا               | 4,230,000            | 90.9%       | كاثوليكية                   |
| -       | بورتوريكو               | 3,630,000            | 96.9%       | كاثوليكية                   |
| 12      | بنما                    | 3,270,000            | 93.0%       | كاثوليكية                   |
| 13      | جامايكا                 | 2,110,000            | 77.1%       | بروتستانتية                 |
| 14      | ترينيداد وتوباغو        | 880,000              | 65.8%       | بروتستانتية                 |
| -       | جوادلوب                 | 440,000              | 95.9%       | كاثوليكية                   |
| -       | مارتينيك                | 390,000              | 96.5%       | كاثوليكية                   |
| 15      | جزر البهاما             | 330,000              | 96.3%       | بروتستانتية إنجليكانية      |
| 16      | بليز                    | 270,000              | 87.2%       | كاثوليكية وبروتستانتية      |
| 17      | باربادوس                | 260,000              | 95.2%       | بروتستانتية                 |
| -       | الأنتيل الهولندية       | 190,000              | 93.9%       | كاثوليكية وبروتستانتيَّة      |
| 18      | سانت لوسيا              | 160,000              | 91.1%       | كاثوليكية                   |
| 19      | سانت فينسنت والغرينادين | 100,000              | 88.7%       | بروتستانتية                 |
| 20      | غرينادا                 | 100,000              | 96.6%       | كاثوليكية وبروتستانتية      |
| -       | أروبا                   | 100,000              | 94.2%       | كاثوليكية                   |
| -       | جزر العذراء الأمريكية   | 100,000              | 94.8%       | بروتستانتية                 |
| 21      | أنتيغوا وباربودا        | 80,000               | 93.0%       | بروتستانتية                 |
| -       | جزر كايمان              | 50,000               | 81.1%       | كاثوليكية                   |
| -       | جرينلاند                | 60,000               | 96.1%       | بروتستانتية لوثرية          |
| 22      | دومينيكا                | 60,000               | 94.4%       | كاثوليكية                   |
| 23      | سانت كيتس ونيفيس        | 50,000               | 94.6%       | بروتستانتية                 |
| -       | جزر العذراء البريطانية  | 20,000               | 100.0%      | بروتستانتية                 |
| -       | أنغويلا                 | 10,000               | 90.6%       | بروتستانتية                 |
| -       | سان بارتيلمي            | 9,000                | 99.0%       | كاثوليكية                   |
| -       | سان بيير وميكلون        | 5,000                | 94.7%       | كاثوليكية                   |
| -       | مونتسرات                | 4,600                | 93.5%       | بروتستانتية                 |

### الاوضاع الاقتصادية الاجتماعية
يُعتبر مسيحيي أمريكا الشمالية من المجموعات المسيحية الأكثر ثراءً في العالم. حيث كشف تقرير جديد نشرته مؤسسة «نيو ورلد ويلث» سنة 2015 المتخصصة في أبحاث الثروة العالمية عن سيطرة المسيحيين خصوصًا مسيحيي أمريكا الشمالية على السواد الأعظم من الثروات العالميّة، وأوضح التقرير أن إجمالي الثروات التي يمتلكها المسيحيون تصل إلى 107.280 مليار دولار، ما يمثل أكثر من 55% من الثروات العالمية.
كما ويُعتبر مسيحيي أمريكا الشمالية المجموعة المسيحية الأكثر تعليمًا مع معدل سنوات دراسة يصل إلى 12.7 سنة، ويُعتبر مسيحيين أمريكا الشمالية من الفئة العمرية بين 25-34 المجموعة المسيحية الشابة الأكثر تعليمًا مع معدل سنوات دراسة يصل إلى 13.0 سنة. كما أنه لدى مسيحيين أمريكا الشمالية أعلى نسب من حيث التوجه للتعليم العالي والحصول على الشهادات الجامعيَّة (38%). ولدى أتباع الكنيسة الأسقفية الأمريكية والكنيسة المشيخية في أمريكا أعلى نسب من الحاصلين على شهادات جامعية وشهادات في الدراسات العليا بين الطوائف المسيحية في القارة الأمريكيَّة، حيث أنَّ حوالي 81% من أتباع التوحيدية المسيحية و76% من أتباع الكنيسة الأسقفية الأمريكية و64% من أتباع الكنيسة المشيخية في أمريكا يملكون شهادة جامعية.

## صور

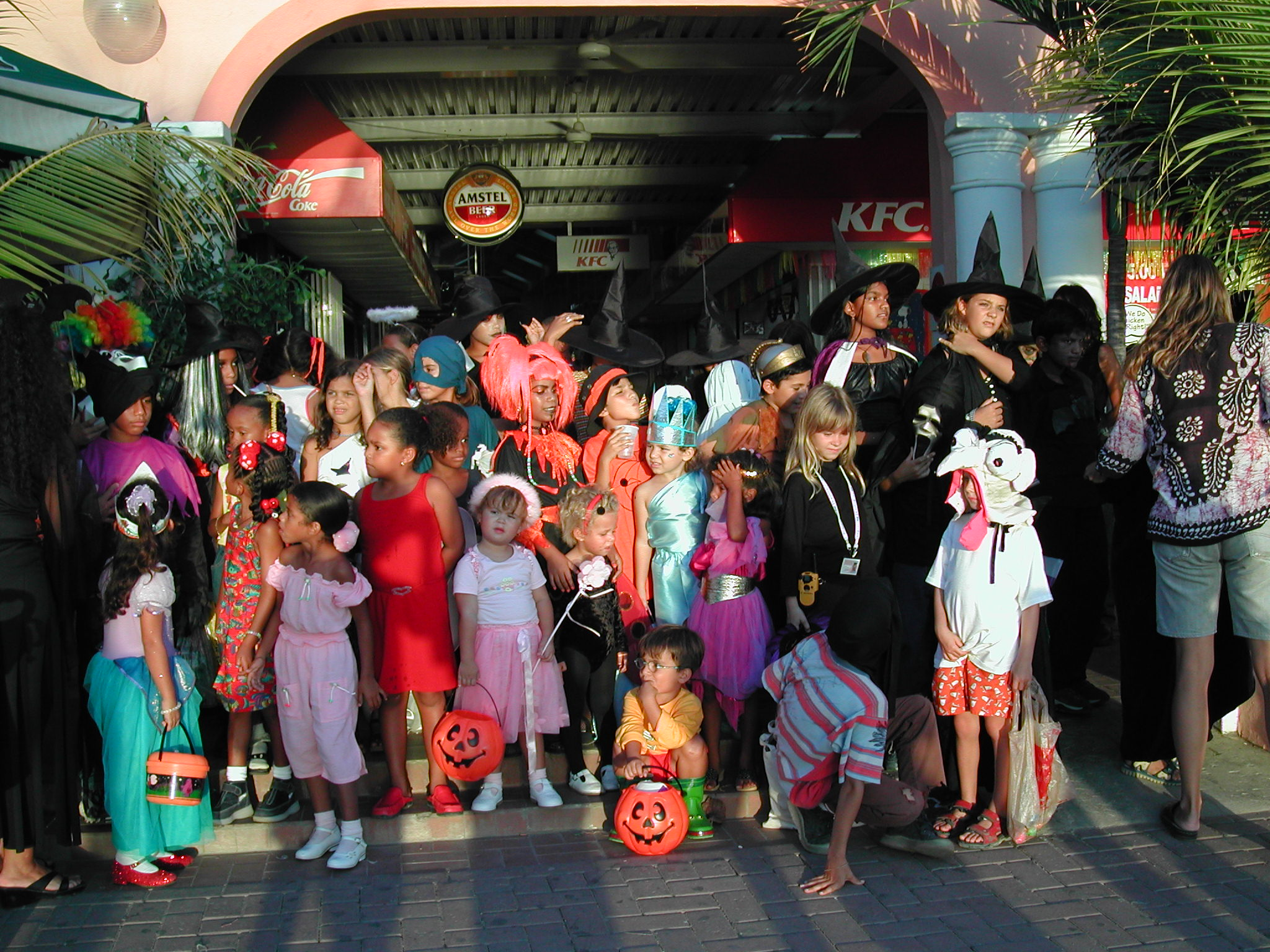
أطفال أمريكيين متنكرين خلال الهالويين.
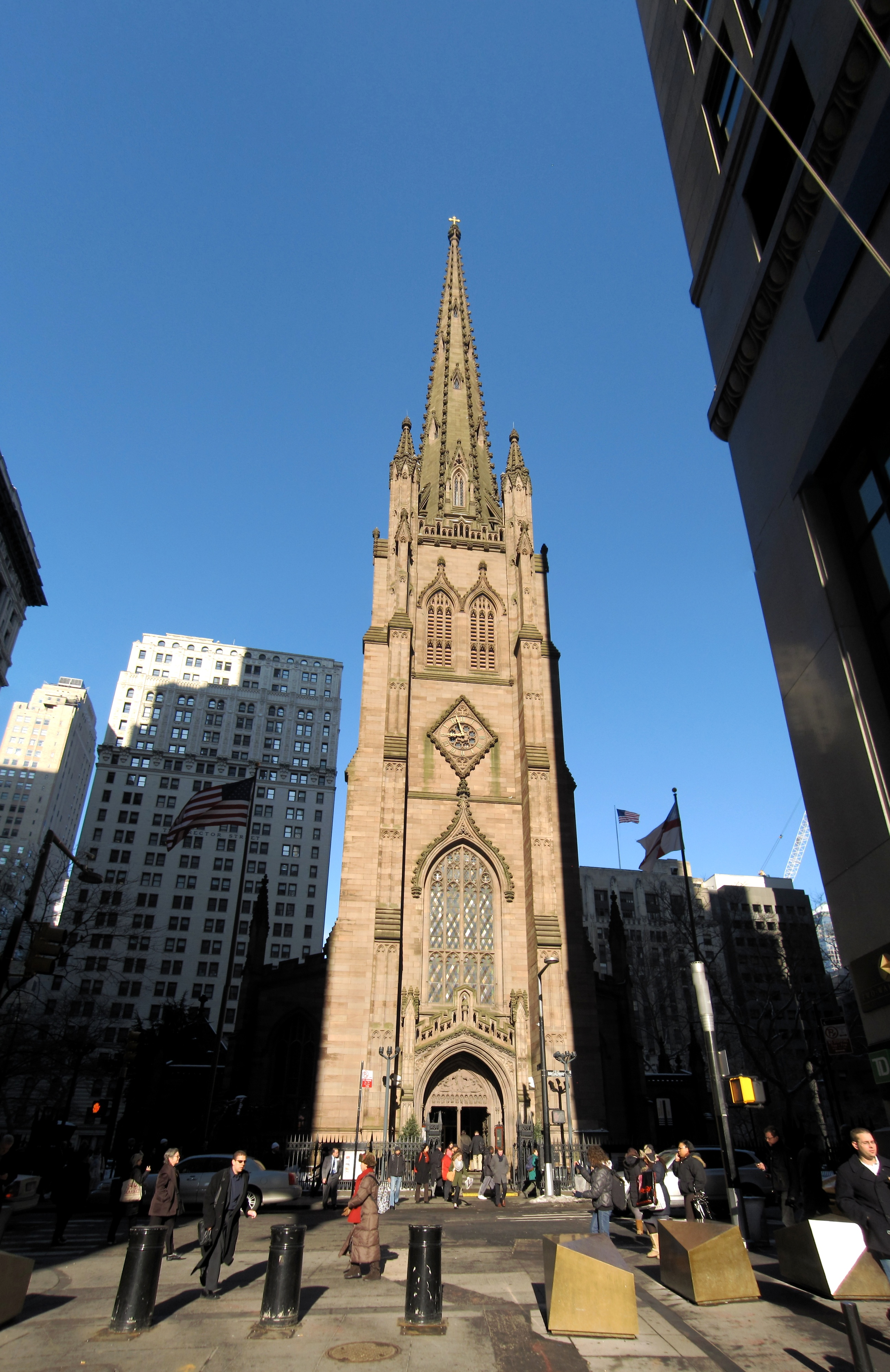
كنيسة الثالوث المقدس في مانهاتن، وهي من كنائس الواسب التاريخية.
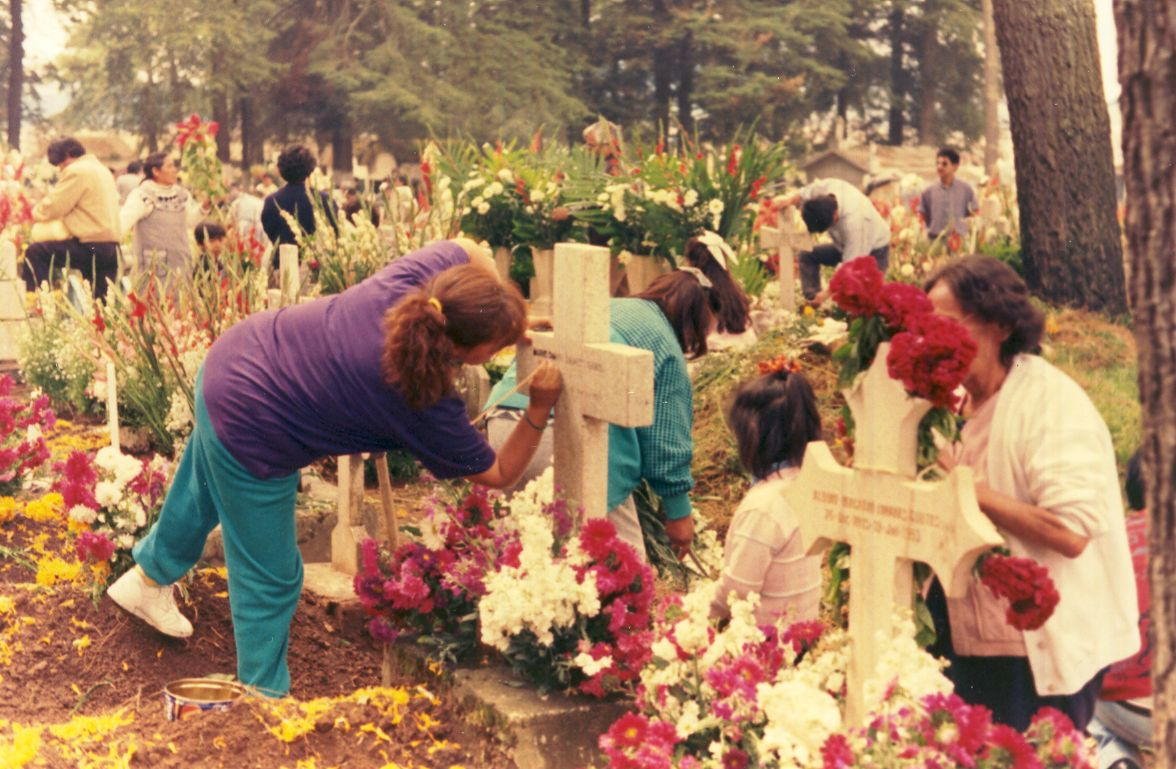
عائلات مكسيكية تكرّم أسلافها وذلك خلال يوم الأموات.
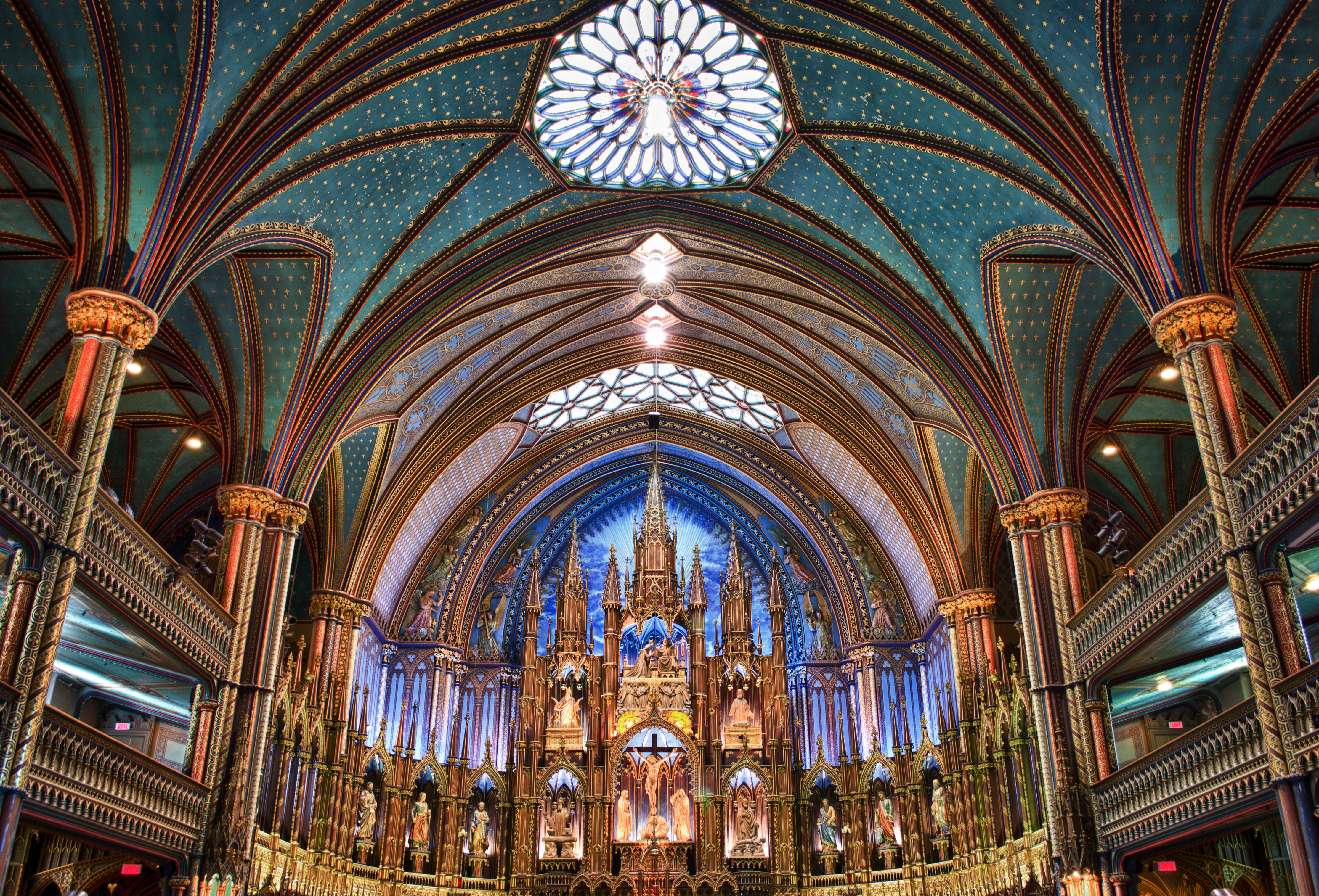
داخل كنيسة نوتردام في مونتريال، كندا.
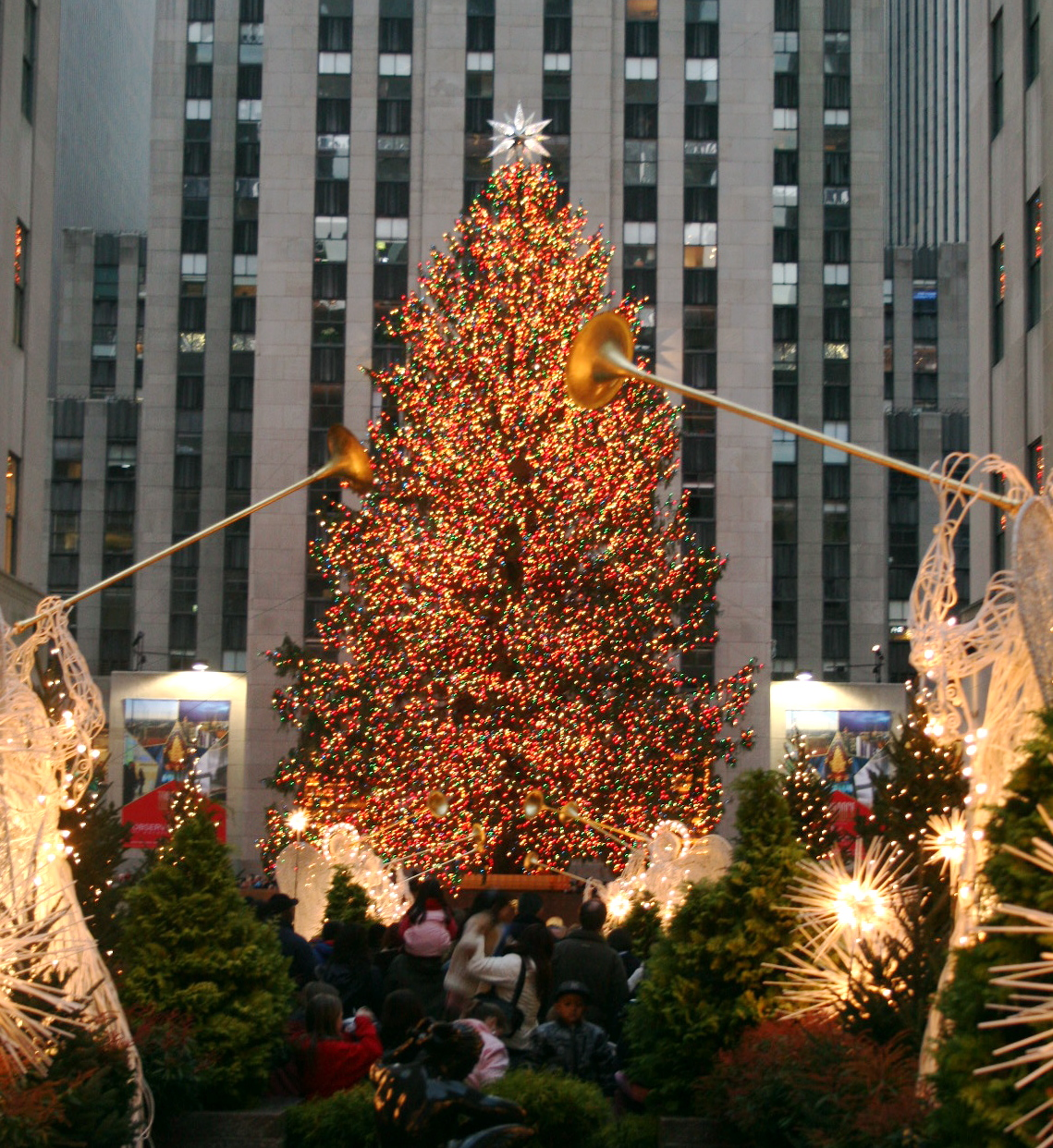
شجرة الميلاد مزينة قبالة مركز روكفلر التجاري في نيويورك، الولايات المتحدة.
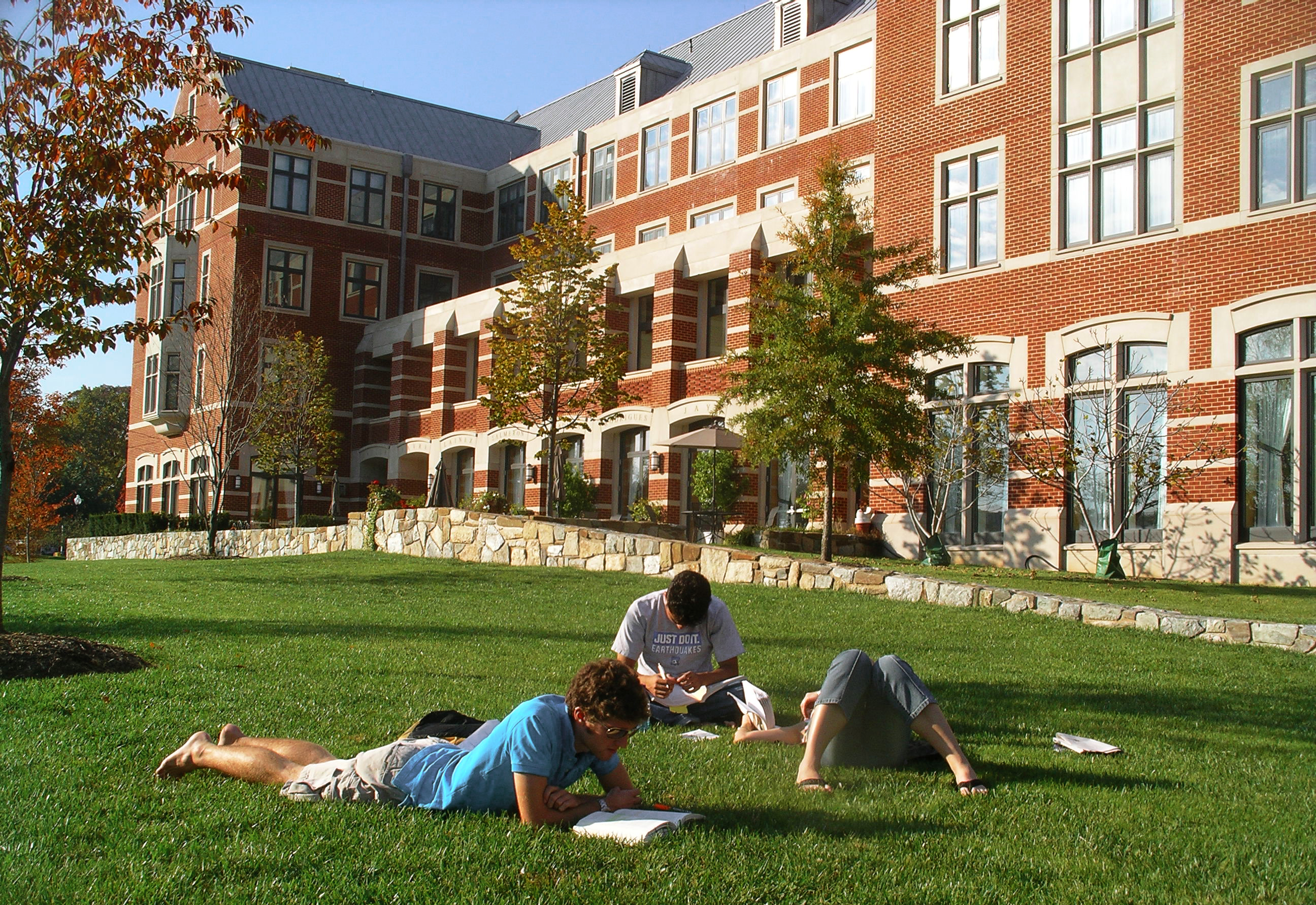
جامعة جورجتاون الكاثوليكية، وتعتبر احدى أفضل وأعرق جامعات الولايات المتحدة.
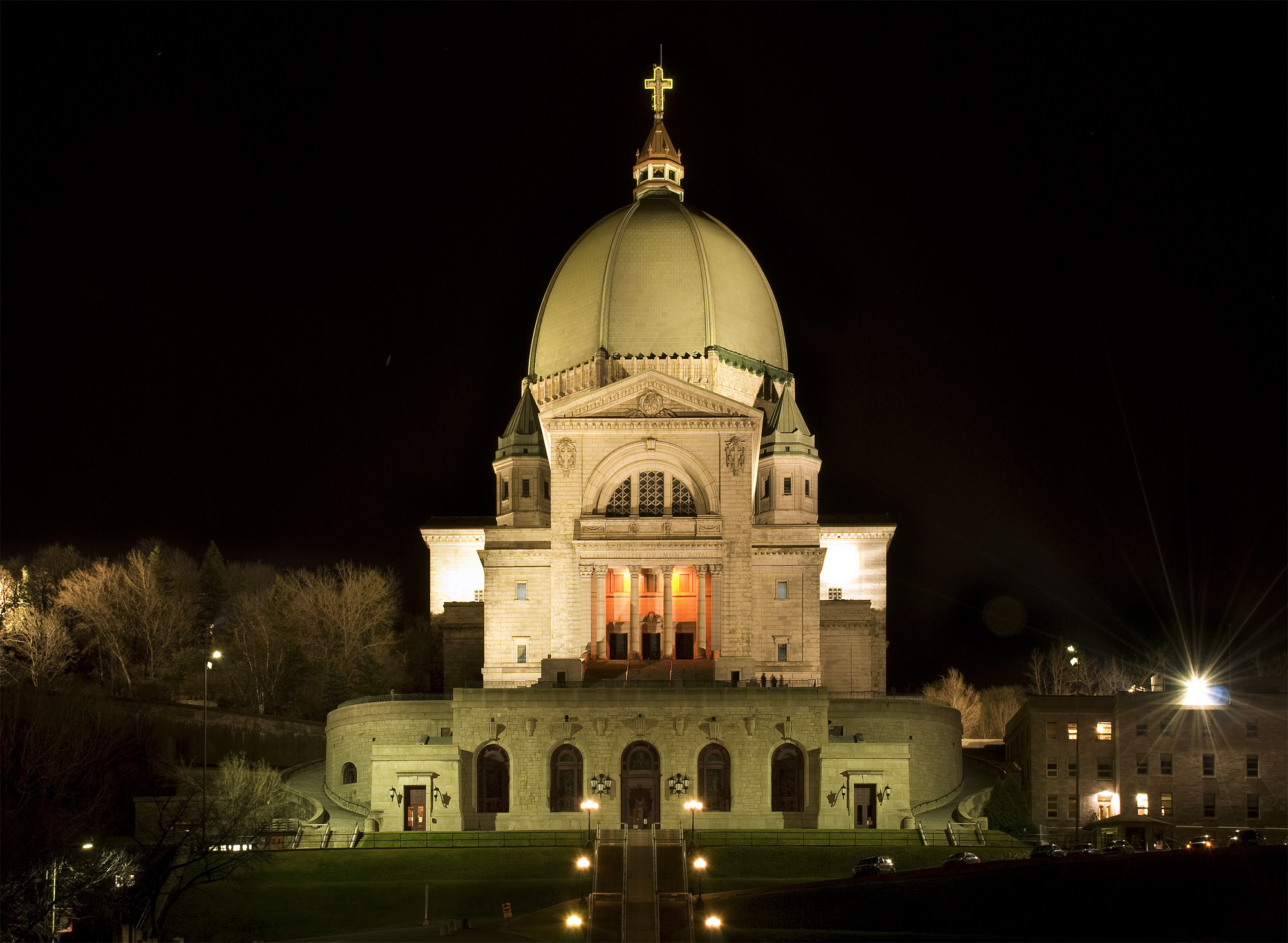
كاتدرائية القديس يوسف في مونتريال، كندا.
نهر مدينة شيكاغو في اللون الأخضر، ابان الاحتفالات بيوم القديس باتريك.
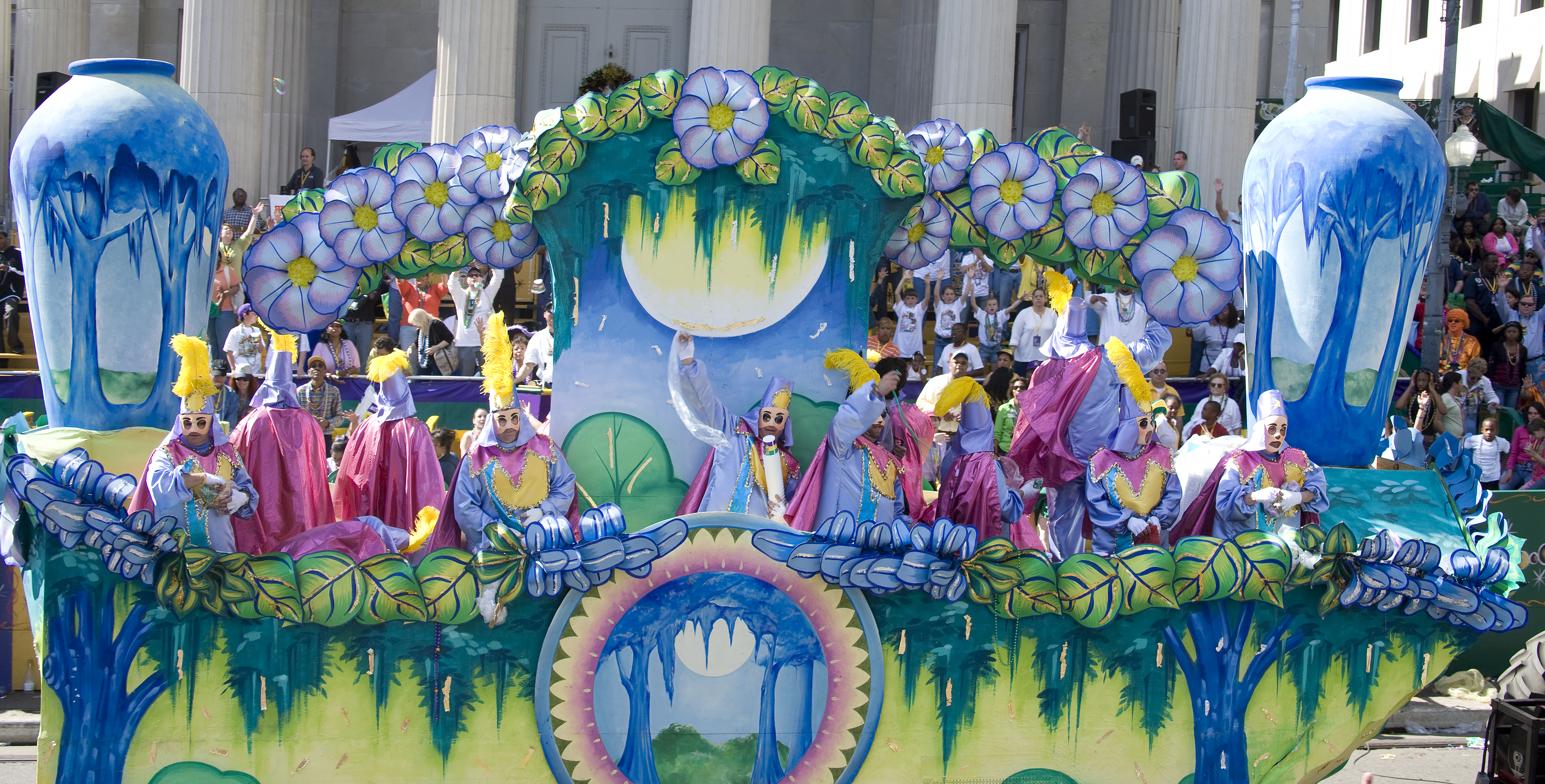
خلال احتفالات كرنفال الكاريبي في  أنتيغوا وباربودا.
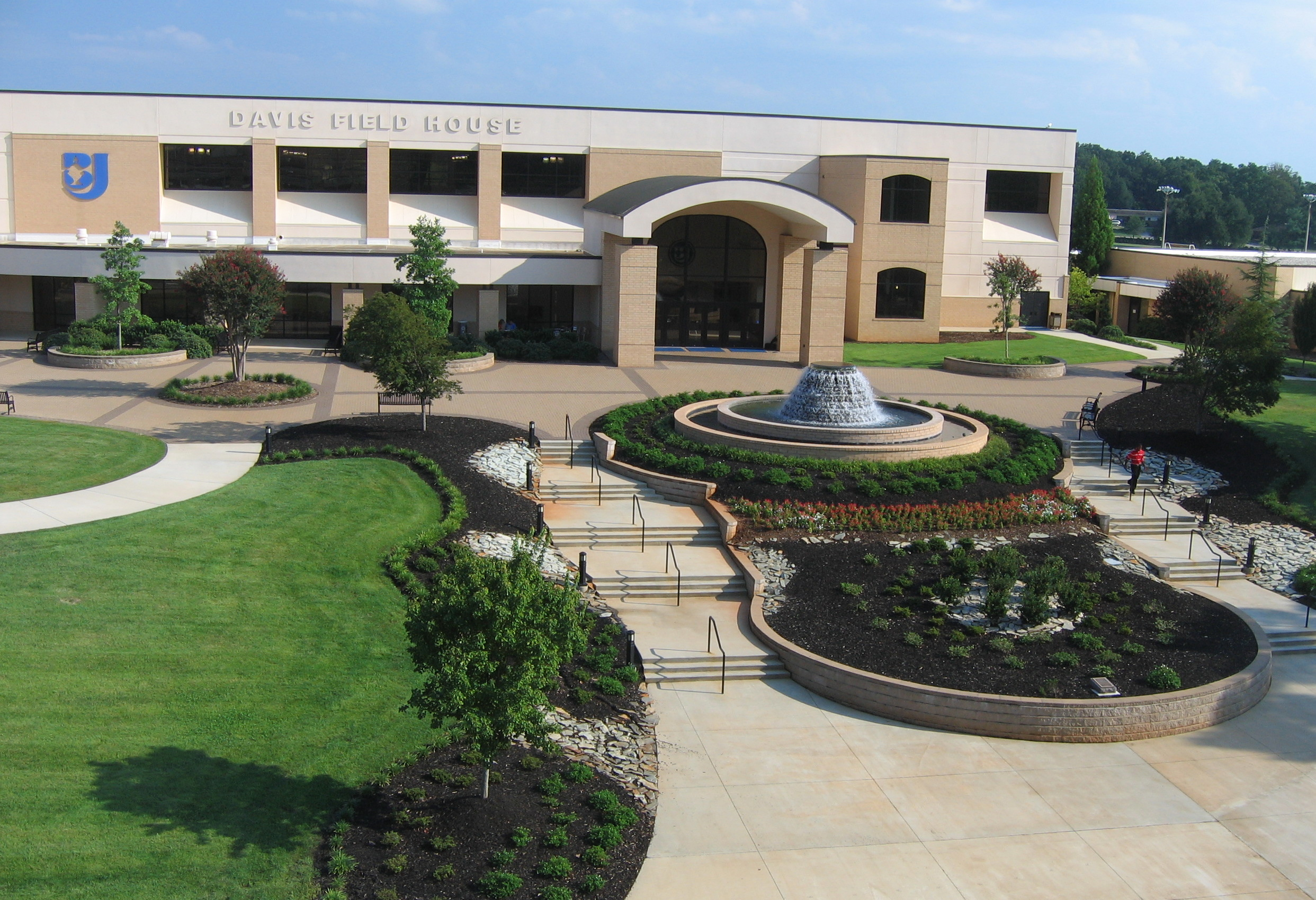
جامعة بوب جونز البروتستانتية، وهي أهم جامعة بروتستانتية في الحزام الانجيلي.